# Obwarzanek krakowski
Un obwarzanek krakowski (pluriel : obwarzanki krakowskie ; également orthographié obarzanek) est un pain tressé en forme d'anneau, bouilli, saupoudré de sel et de graines de sésame ou de pavot avant d'être cuit. Il possède une mie blanche, sucrée et moelleuse sous une croûte dorée et croustillante. Traditionnellement vendu sur des stands de rue, c'est un en-cas populaire dans la ville polonaise de Cracovie, où il a le statut d'aliment régional avec indication géographique protégée. Il est étroitement lié, mais distinct, des bagels, des boublik et des bretzels.

## Description
Un obwarzanek krakowski est un produit de boulangerie en forme d'anneau. Il prend la forme d'un ovale ou, plus rarement, d'un cercle avec un trou au milieu. Sa surface est formée par des brins de pâte, de section ronde ou ovale, tordus en spirale. Sa couleur va du doré clair au brun clair, avec un éclat distinct. Un obwarzanek typique a un diamètre de 12 à 17 centimètres, une épaisseur de 2 à 4 cm et un poids de 80 à 120 grammes.
Les brins visibles de la spirale sur la croûte sont fermes au toucher et la surface varie de lisse à légèrement rugueuse. La mie à l'intérieur est pâle, molle et légèrement humide. Le goût est sucré, ce qui est typique des produits de boulangerie qui sont d'abord étuvés puis cuits. Les obwarzanki sont traditionnellement décorés en les saupoudrant de divers ingrédients, notamment du gros sel, des graines de pavot, des graines de sésame, des graines de lin, des graines de nigelle, des herbes ou des épices mélangées (paprika, carvi, poivre), du fromage râpé, des flocons d'oignon, etc..

## Histoire
Les premières références connues à la cuisson du obwarzanki à Cracovie, l'ancienne capitale royale de la Pologne, apparaissent dans les comptes de la cour du roi Ladislas II Jagellon et de sa compagne, la reine Hedwige Ire. Un écrit daté du 2 mars 1394 mentionne le produit en utilisant à la fois son nom polonais et son équivalent en latin médiéval polonais, circuli.